# Gebirgsbachharnischwelse
Die  Gebirgsbachharnischwelse  (Chaetostoma) bilden eine Gattung in der Familie der Harnischwelse die bisher 45 Arten umfasst.
Der wissenschaftliche Name Chaetostoma setzt sich aus χαιτη (chaite) „Haar“ und στόμα (stoma) „Mund“ zusammen.

## Lebensraum
Gebirgsbachharnischwelse leben in schnell fließenden, sauerstoffreichen Fließgewässern der Anden im nördlichen Südamerika bis zu einer Höhe von 3.500 Metern über dem Meeresspiegel. Laut GBIF wurden Exemplare unterschiedlicher Arten in Panama, Peru, Brasilien, Ecuador, Kolumbien und Venezuela gefangen und katalogisiert.

Fundorte von Gebirgsbachharnischwelsen in Südamerika

## Merkmale
Es handelt sich dabei um kleine Fische mit relativ großem Maul und kleinen Augen. Die ungepanzerte Bauchseite und die breite nackte Schnauze ohne Barteln sind die besten Merkmale zur Unterscheidung von Gebirgsbachharnischwelsen von anderen Gattungen in der Familie der Harnischwelse. Die Fische sind grau bis schwarz gefärbt. Einige Arten weisen gelbe Punkte bzw. einen weißen oder gelben Streifen an der Schwanzflosse auf.
Chaetostoma-Männchen haben einen etwas größeren und breiteren Kopf, am Bauch einen etwas schmaleren Körper, sowie sehr große Bauchflossen und/oder Brustflossen. Es wird vermutet, dass die großen Bauchflossen eine Rolle bei der Befruchtung der Eier spielen.

## Aquaristik
Nach Deutschland werden für die Aquaristik vor allem die Arten C. formosae (als "C. thomasi") und C. joropo (als "C. milesi") exportiert. Zur artgerechten Haltung  gehören Temperaturen zwischen 20 und 23 Grad, sauerstoffreiches Wasser, sowie ausreichend Strömung im Aquarium. Für Arten aus niedriger liegenden Ursprungsregionen ist auch die Haltung bei etwas höheren Temperaturen möglich. Gebirgsbachharnischwelse wurden bereits erfolgreich nachgezüchtet.

## Geschichte der Beschreibung
Johann Jakob von Tschudi beschrieb 1845 in seinem Werk "Untersuchungen über die Fauna Peruana" Chaetostoma loborhynchos als erste, der Gattung Chaetostoma zugehörige, Art.

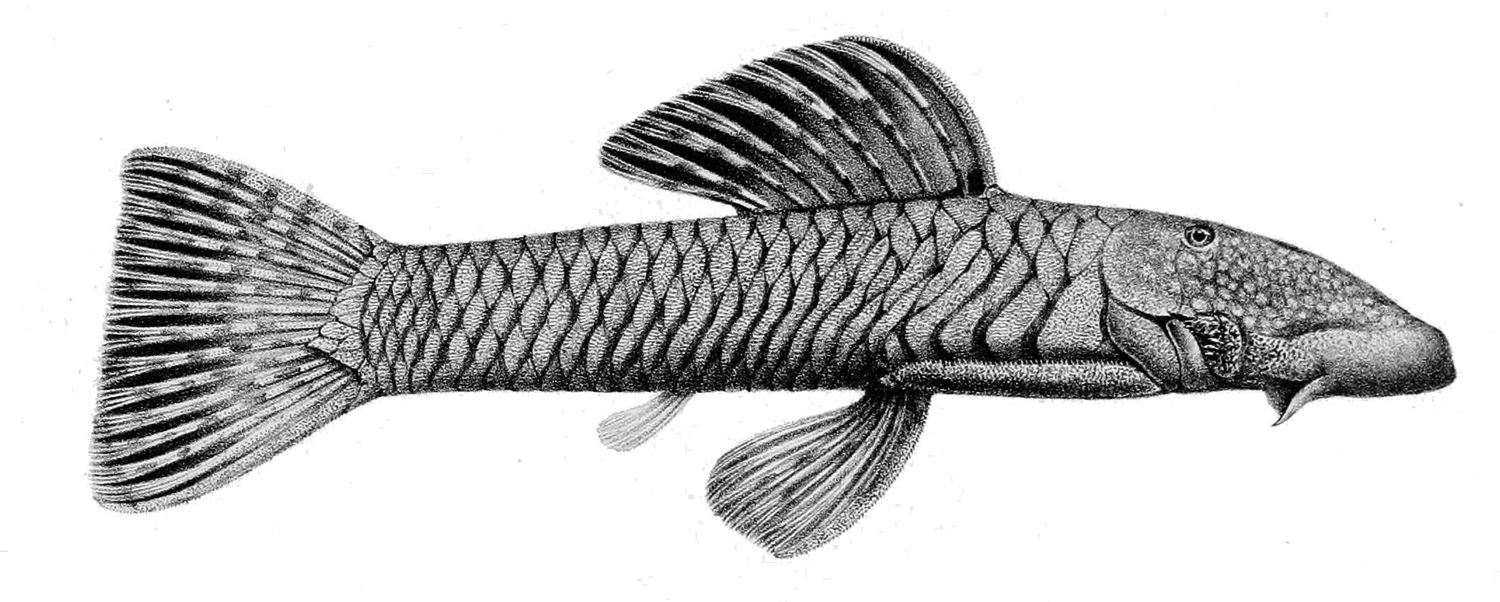
Chaetostoma anomalum

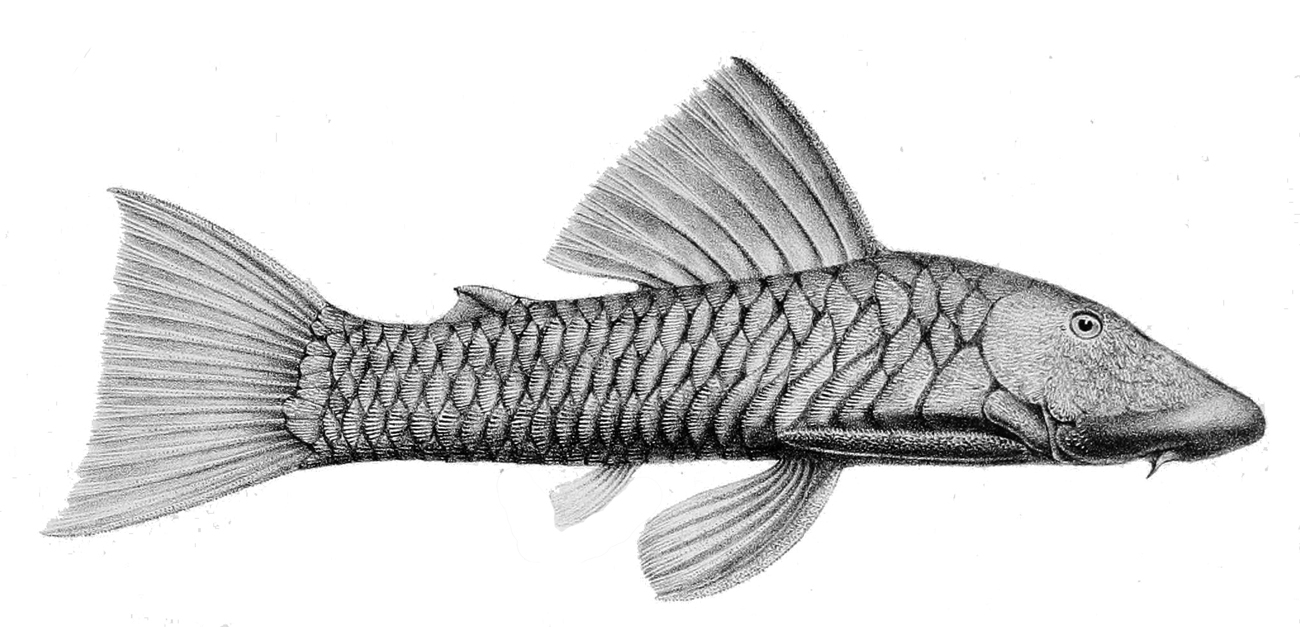
Chaetostoma breve

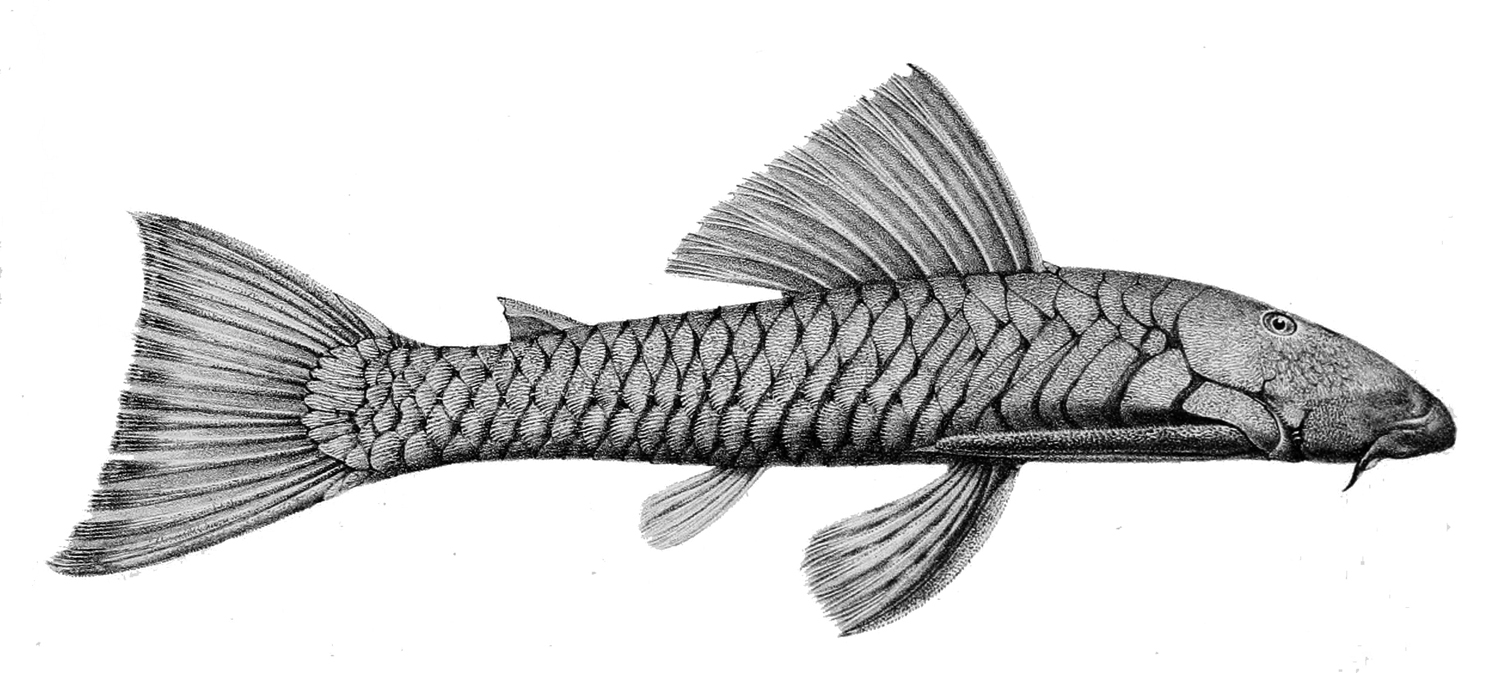
Chaetostoma marginatum

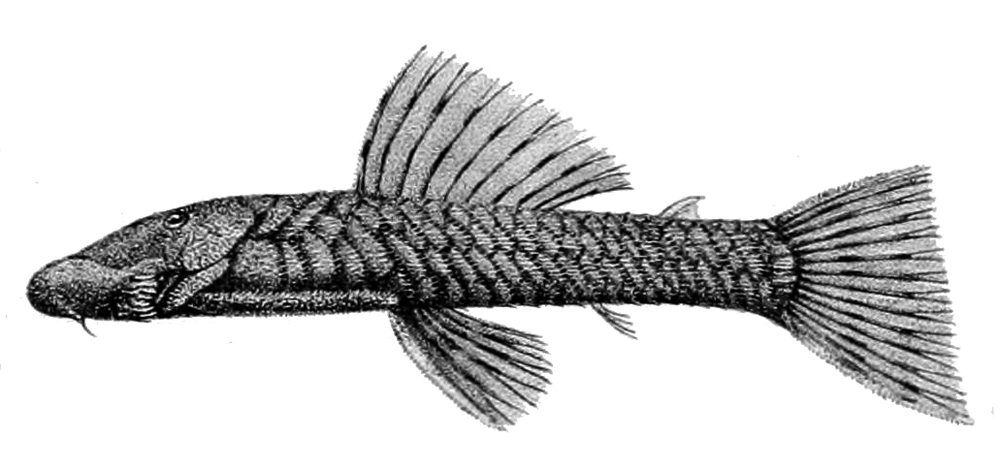
Chaetostoma microps

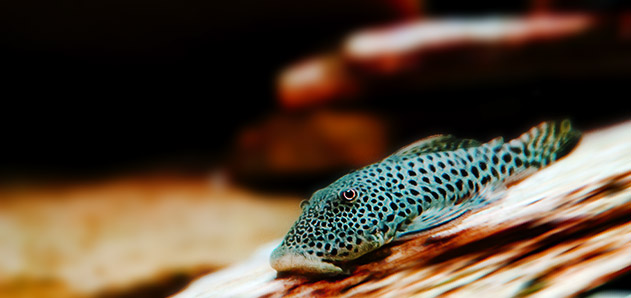
Chaetostoma sp.

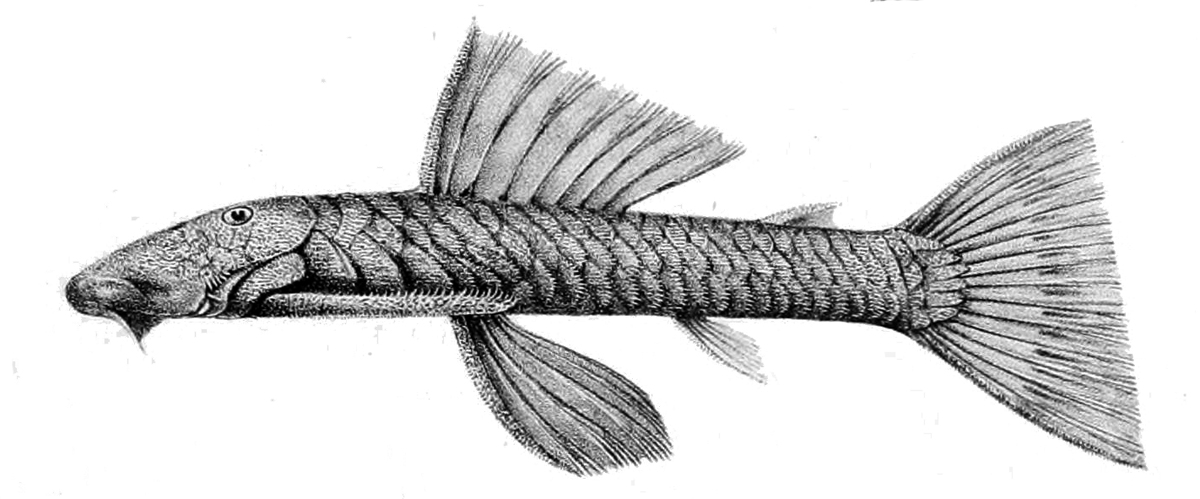
Chaetostoma thomsoni

Bekannte Arten sind in folgender Tabelle aufgeführt:
- Chaetostoma aburrense Posada, 1909
- Chaetostoma aequinoctiale Pellegrin, 1909
- Chaetostoma alternifasciatum Fowler, 1945
- Chaetostoma analis Fowler, 1943
- Chaetostoma anomalum Regan, 1903
- Chaetostoma bifurcum Lujan et al., 2015
- Chaetostoma branickii Steindachner, 1881
- Chaetostoma brevilabiatum Dahl, 1942
- Chaetostoma breve Regan, 1904
- Chaetostoma carrioni Norman, 1935
- Chaetostoma dermorhynchum Boulenger, 1887
- Chaetostoma dorsale Eigenmann, 1922
- Chaetostoma dupouii Fernandez-Yepez, 1945
- Chaetostoma floridablancaensis Ardila Rodríguez, 2013
- Chaetostoma fischeri Steindachner, 1879
- Chaetostoma greeni Isbrücker, 2001
- Chaetostoma guariense Steindachner, 1882
- Chaetostoma jegui Rapp Py-Daniel, 1991
- Chaetostoma joropo Ballen, Urbano-Bonilla & Maldonado-Ocampo, 2016
- Chaetostoma lepturum Regan, 1912
- Chaetostoma leucomelas Eigenmann, 1917
- Chaetostoma lineopunctatum Eigenmann & Allen, 1942
- Chaetostoma loborhynchos Tschudi, 1845
- Chaetostoma machiquense Fernandez-Yepez & Salazar, 1953
- Chaetostoma maculatum Regan, 1904
- Chaetostoma marginatum Regan, 1904
- Chaetostoma marmorescens Eigenmann & Allen, 1942
- Chaetostoma microps Günther, 1864
- Chaetostoma milesi Fowler, 1941
- Chaetostoma mollinasum Pearson, 1937
- Chaetostoma niveum Fowler, 1944
- Chaetostoma nudirostre Lütken, 1874
- Chaetostoma palmeri Regan, 1912
- Chaetostoma patiae Fowler, 1945
- Chaetostoma paucispinis Regan, 1912
- Chaetostoma pearsei Eigenmann, 1920
- Chaetostoma platyrhynchus Fowler, 1943
- Chaetostoma sericeum Cope, 1872
- Chaetostoma sovichthys Schultz, 1944
- Chaetostoma spondylus Salcedo & Ortega, 2015
- Chaetostoma stanii Lütken, 1874
- Chaetostoma tachiraense Schultz, 1944
- Chaetostoma taczanowskii Steindachner, 1883
- Chaetostoma thomsoni Regan, 1904
- Chaetostoma trifasciatum  Steindachner, 1902
- Chaetostoma trimaculineum Lujan et al., 2015
- Chaetostoma vagum Fowler, 1943
- Chaetostoma vasquezi Lasso & Provenzano, 1998
- Chaetostoma venezuelae Schultz, 1944
- Chaetostoma yurubiense Ceas & Page, 1996